# Мольтке, Фридрих фон
Фридрих Людвиг Элиза фон Мольтке (1 мая 1852, Ранцау Пруссия, (ныне земля Шлезвиг-Гольштейн Германии) — 10 декабря 1927, Бжезице Нижняя Силезия) — немецкий политик и государственный деятель, обер-президент Восточной Пруссии (1903—1907). Обер-президент провинции Шлезвиг-Гольштейн (1914—1918).

## Биография
Представитель старинного немецкого дворянского рода Мольтке.
Родился в семье королевского прусского ландрата Адольфа фон Мольтке (1804—1871). Брат Хельмута Иоганна Людвига фон Мольтке, немецкого военного деятеля, генерал-полковника (1848—1916). Племянник Мольтке Старшего.
Окончил Катаринеум в Любеке. Изучал право в Страсбургском университете. Служил в судебной системе.
В 1885—1890 гг. — окружной администратор района Тост-Гливице в Силезии. В 1890 году стал советником правительства в прусском министерстве культуры, в 1893 году — тайный советник, спикер парламента и юстициарий.
В 1898—1900 гг. — обер-президент района Опельн, в 1900—1903 гг. — Потсдамского района. В 1903—1907 гг. — обер-президент Восточной Пруссии.
В 1907—1910 гг. — министр внутренних дел Пруссии. В 1914—1918 годах — обер-президент провинции Шлезвиг-Гольштейн.
С 1910 по 1918 — член прусской палаты господ. Член бальяжа госпитальеров-протестантов. (Иоанниты (бальяж Бранденбург)).
Его сыном был дипломат Ганс-Адольф фон Мольтке, посол в Польше и Испании.